# Lüdersdorf (Trebbin)
Lüdersdorf ist ein Ortsteil der Stadt Trebbin (Landkreis Teltow-Fläming, Brandenburg). Bis zur gesetzlich verordneten Eingliederung nach Trebbin im Jahr 2003 war Lüdersdorf eine selbständige Gemeinde. Der Ort gehörte im Mittelalter zur Herrschaft Zossen, später zum Amt Zossen.

## Geographische Lage
Lüdersdorf liegt im östlichen Teil des Gebiets der Stadt Trebbin. Der Ort grenzt im Norden an Christinendorf (ebenfalls ein Ortsteil der Stadt Trebbin), im Nordosten und Osten an Gadsdorf (Ortsteil der Gemeinde Am Mellensee), im Südosten an Kummersdorf-Alexanderdorf (Ortsteil von Am Mellensee), im Süden an Schöneweide, im Südwesten an Wiesenhagen und im Westen an Klein Schulzendorf (beides Ortsteile von Trebbin). Durch Lüdersdorf hindurch führt die L 70. Die Gemarkung Lüdersdorf umfasst 1155 ha; südöstlich des Ortskerns nahe der Gemarkungsgrenze zu Gadsdorf liegt der Wohnplatz Eichenhof.
| Jahr | Einwohner                                       |
| ---- | ----------------------------------------------- |
| 1583 | ca. 90–110 (20 Bauern, 1 Kossät, 1 Buschläufer) |
| 1734 | 151                                             |
| 1772 | 240                                             |
| 1801 | 240                                             |
| 1817 | 189                                             |
| 1840 | 287                                             |
| 1858 | 401                                             |
| 1895 | 478                                             |
| 1925 | 455 + 24                                        |
| 1939 | 473                                             |
| 1946 | 679                                             |
| 1964 | 412                                             |
| 1971 | 406                                             |
| 1981 | 408                                             |
| 1991 | 434                                             |
| 2001 | 493                                             |
| 2006 | 470                                             |

## Geschichte

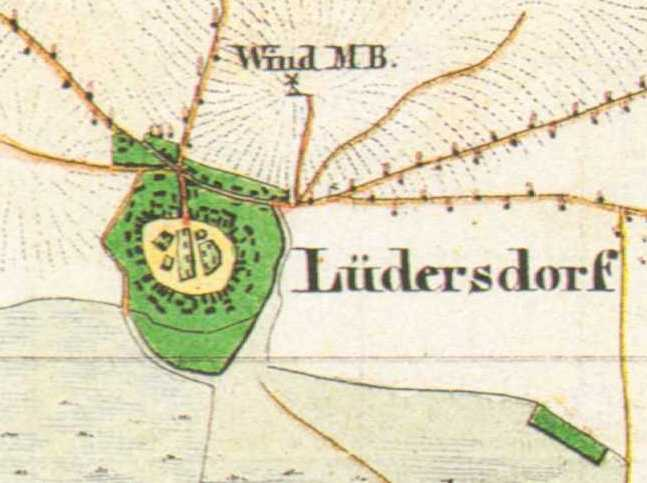
Lüdersdorf auf dem Urmesstischblatt von 1840

Lüdersdorf ist nach seiner ursprünglichen Dorfstruktur ein Runddorf, dessen alter Kern noch gut erhalten ist, auch wenn nun der ursprüngliche zentrale Platz eng bebaut ist. Der Dorfkern liegt südlich der Durchgangsstraße (L70). Lüdersdorf wurde 1492 erstmals urkundlich erwähnt. Es gehörte damals bereits zum Amt Zossen, das aus der Herrschaft Zossen hervorgegangen war. Es kann damit als sicher gelten, dass Lüdersdorf im Mittelalter zur Herrschaft Zossen gehörte; diese war 1490 vom brandenburgischen Kurfürsten Johann Cicero erworben worden. Der Ortsname ist vom Personennamen Luder/Lüder abgeleitet, bedeutet also Dorf eines Luder/Lüder, vermutlich der Lokator. Dieser Personenname ist wiederum eine verkürzte Form oder Koseform von Liuthari, Liutheri, Liudger oder Lothar. Liuthari, von liut = Volk und heri = Heer. Im Erbregister des Amtes Zossen von 1583 ist auch die Schreibweise „Ludersdorf“ zu finden, ab 1624 wird meist Lüdersdorf gebraucht.
Nach dem Erbregister des Amtes Zossen von 1583 war die Gemarkung „seit alters“ in 40 Hufen eingeteilt. Jede Hufe maß 15 Morgen und 264 Quadratruten (etwa 6,77 ha). Der Lehnschulze bewirtschaftete drei Hufen, 18 Bauern hatten je zwei Hufen und ein Bauer bewirtschaftete lediglich eine Hufe. Der Kossät des Lehnschulzen hatte dreieinhalb Morgen Acker, der kurfürstliche „Buschläufer“ zwei Morgen 150 QR neuen Acker. 1624 wurden neben den 20 Bauern und den zwei Kossäten auch ein Schmied und „die Schäferknechte“ registriert. 1652 waren nach den Wirren des 30-jährigen Krieges nur noch 11 Bauern und ein Kossät in Lüdersdorf ansässig. Aber bereits 1655 waren die Höfe wieder voll besetzt. Der Schulze hatte Fischereirechte. Unklar ist, wo er diese Rechte wahrnehmen konnte (im Amtsgraben westlich des Ortes? im Luch, einem kleinen Teich östlich des Ortes?). 1711 übte auch wieder ein Schmied sein Handwerk im Dorf aus. 1743 wird erstmals die Windmühle nordöstlich des Dorfes auf dem Windmühlenberg und ein Krug genannt. 1755 ist erstmals ein Schneider im Dorf nachgewiesen. 1771 zählte das Dorf 21 Giebel, 1801 sind 41 Feuerstellen (= Haushaltungen) genannt. 1840 wurden bereits 43 Wohnhäuser gezählt (bei 287 Einwohnern). 1858 hatte sich vor allem die Ausstattung mit Handwerkern verbessert; genannt werden zwei Schneidermeister, zwei Zimmergesellen, ein Tischlermeister, zwei Böttchermeister, ein Grobschmiedemeister und ein Kaufmann. 1893 wurde der Ort durch einen verheerenden Brand heimgesucht, nach dem das Dorf „völlig neu wieder aufgebaut“ worden ist. Um 1900 war die Zahl der Wohngebäude auf 80 gestiegen, 1931 waren es bereits 86 Wohnhäuser. Nach dem Zweiten Weltkrieg wurden im Zuge der Bodenreform 134 ha Land enteignet und 96 ha auf Kleinbauern aufgeteilt, 34 ha wurden auf zwölf Altbauern verteilt. 1953 gründete sich eine LPG Typ III, 1954 eine weitere LPG. Beide wurden 1955 vereinigt, 1956 bewirtschaftete die vereinigte LPG mit 33 Mitgliedern eine Nutzfläche von 263 ha. 1960 war die LPG auf 135 Mitglieder mit 931 ha Nutzfläche angewachsen. Daneben existierte noch eine LPG Typ I mit 28 Mitgliedern und 106 ha Nutzfläche. Diese wurde 1964 mit der LPG Typ III zusammengeschlossen. 1971 erfolgte der Zusammenschluss der LPG Lüdersdorf mit den LPG's Klein Schulzendorf und Wiesenhagen mit Sitz in Klein Schulzendorf. 1973 hatte der VEB Landtechnischer Anlagenbau Potsdam einen Betriebsteil im Wohnplatz Eichenhof. Außerdem hatte die Revierförsterei Kummersdorf ihren Sitz in Lüdersdorf.
Kurz vor 1853 war im Osten der Lüdersdorfer Gemarkung ein „Ackergehöft“ aufgebaut worden, das 1853 den Namen Wilheminenaue erhielt. Nur wenig später wurde der Name bereits zu Wilhelminenau abgewandelt. Es bestand 1860 aus zwei Wohngebäuden und vier Wirtschaftsgebäuden. 1906 wurde davon ein Teil unter dem Namen Eichenhof abgeteilt. Dieser Name hat sich heute für den gesamten Wohnplatz durchgesetzt.

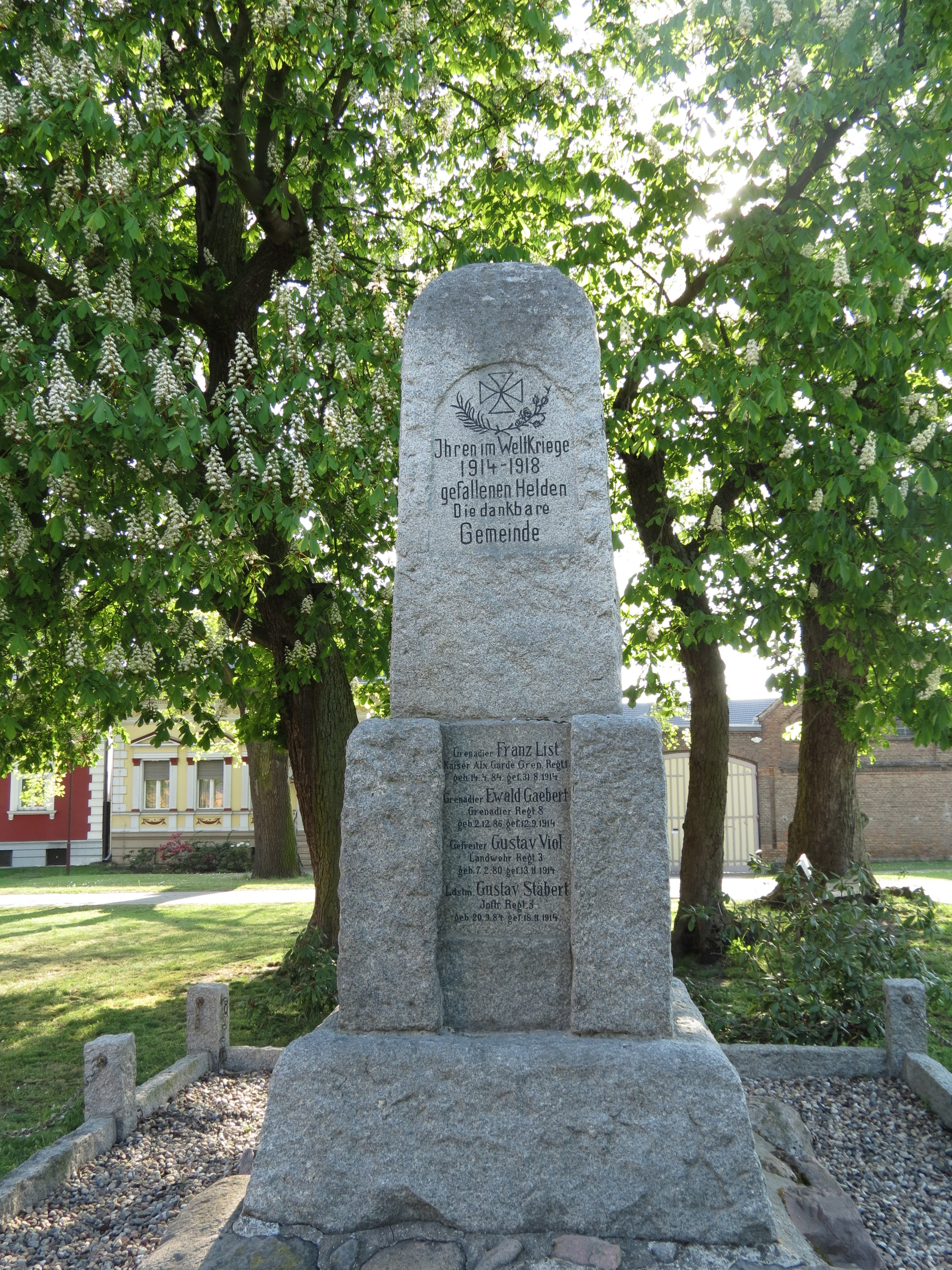
Denkmal für die Gefallenen des Ersten Weltkrieges auf der Dorfaue

### Politische Geschichte
Der Ort gehörte im Mittelalter zur Herrschaft Zossen, die nach dem Erwerb durch den brandenburgischen Kurfürsten Johann Cicero in ein kurfürstlich-brandenburgisches Amt umgewandelt wurde (Amt Zossen). Dieses kam im Verlauf des 17. Jahrhunderts mit der Herausbildung der Kreisverwaltung in Brandenburg zum Kreis Teltow und wurde 1872 aufgelöst. Im Zuge der Kreisreform von 1952 in der damaligen DDR wurde der Kreis Teltow aufgelöst; Lüdersdorf kam zum Kreis Luckenwalde (1990 bis 1993: Landkreis Luckenwalde). Nach der Wende wurden 1992 zur Verwaltung der vielen kleinen Gemeinden in Brandenburg Ämter eingerichtet. Lüdersdorf schloss sich mit den Gemeinden Blankensee, Christinendorf, Glau, Großbeuthen, Klein Schulzendorf, Kliestow, Märkisch Wilmersdorf, Schönhagen, Stangenhagen, Thyrow, Wiesenhagen und der Stadt Trebbin zum Amt Trebbin zusammen. Zum 26. Oktober 2003 wurde Lüdersdorf zusammen mit den letzten selbständigen Gemeinden Schönhagen und Thyrow des Amtes Trebbin per Gesetz in die Stadt Trebbin eingegliedert, das Amt Trebbin aufgelöst, und die Stadt Trebbin wurde amtsfrei.

### Kirchliche Verhältnisse
Trotz der großen Hufenzahl des Dorfes im Mittelalter besitzt Lüdersdorf keine Kirche und war seit 1639 nach Christinendorf eingekircht. Aus dem Jahr 1755 existiert der Plan zum Bau einer eigenen Kirche, der jedoch nicht verwirklicht wurde. Laut einer Matrikel aus dem Jahr 1575 hatte der Inspektor zu Zossen Einkünfte aus Lüdersdorf. Dies könnte ein Hinweis darauf sein, dass Lüdersdorf ursprünglich zur Großparochie Zossen gehörte.

## Denkmale und Sehenswürdigkeiten

### Baudenkmal
An Baudenkmalen verzeichnet die Denkmalliste des Landkreises Teltow-Fläming lediglich ein Objekt:
- ein Gehöft, Dorfstraße 49

### Naturdenkmale

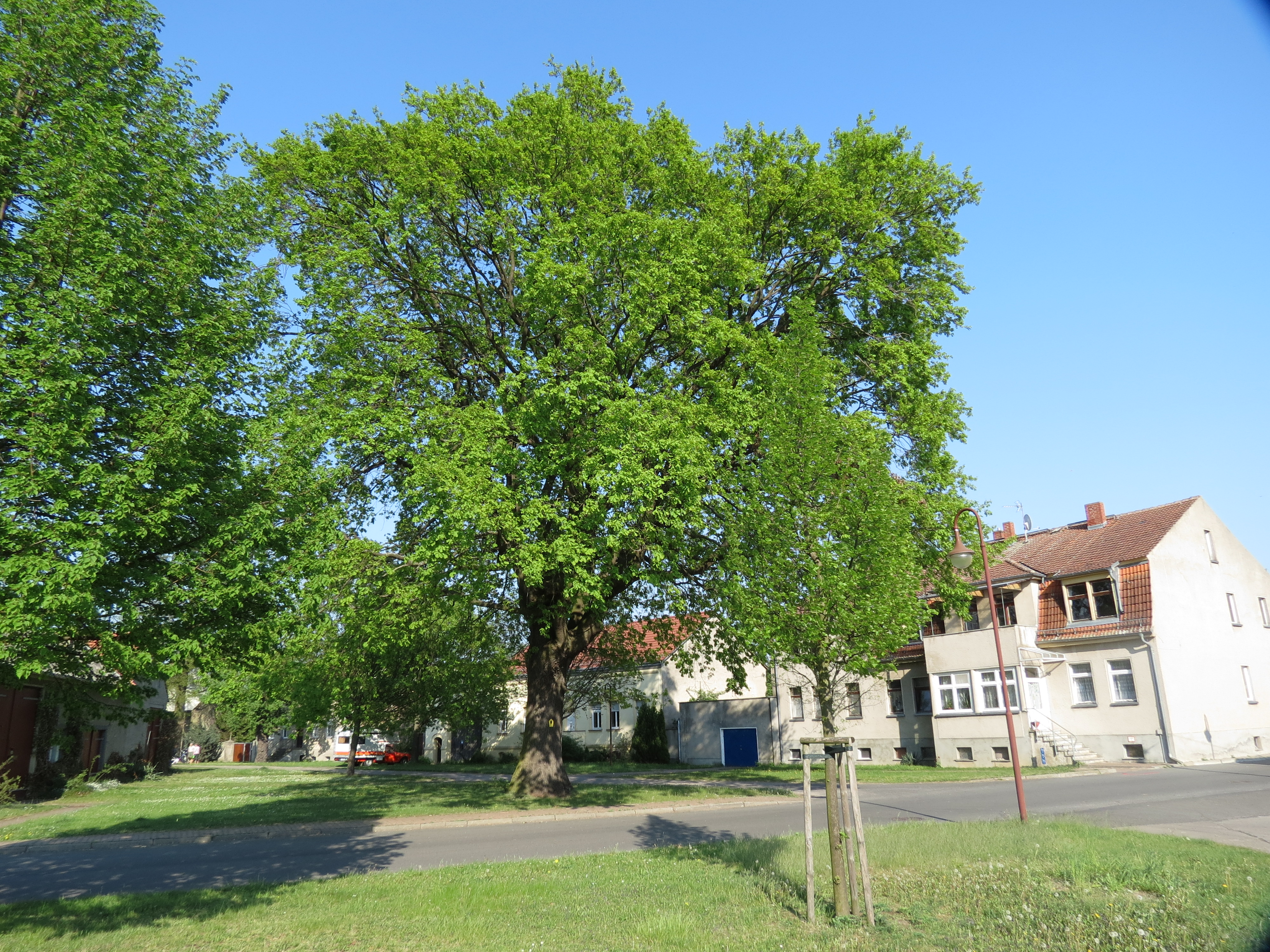
Naturdenkmal Ulme auf der Dorfaue

Die Denkmalliste weist auf der Lüdersdorfer Gemarkung zwei Bäume als Naturdenkmale aus:
- eine Eiche, im südlichen Teil des Dorfangers, wegen ihrer das Ortsbild prägenden Schönheit
- eine Ulme, im Ortskern, vor Haus Nr. 16, wegen ihres Alters und Größe sowie ihrer das Ortsbild prägenden Schönheit.

### Bodendenkmale
Auf der Gemarkung Lüdersdorf wurden bemerkenswert viele Bodenfunde gemacht, die von der Steinzeit bis in die Neuzeit reichen. Die Denkmalliste verzeichnet insgesamt 15 Bodendenkmale:
1. Flur 4: an der Grenze zur Gemarkung Gadsdorf: ein Gräberfeld der Bronzezeit, eine Siedlung der Ur- und
2. Flur 4: an der Grenze zur Gemarkung Gadsdorf: eine Siedlung der römischen Kaiserzeit, ein Acker des deutschen Mittelalters
3. Flur 3: eine Siedlung der römischen Kaiserzeit, eine Siedlung der Eisenzeit
4. Flur 2: eine Siedlung der Eisenzeit, eine Siedlung der Bronzezeit, eine weitere Siedlung der römischen Kaiserzeit
5. Flur 2: eine Siedlung der römischen Kaiserzeit, eine Siedlung der Eisenzeit, eine Siedlung der Bronzezeit
6. Flur 2, 5: eine Siedlung der Bronzezeit, eine Siedlung der Eisenzeit
7. Flur 1: ein Gräberfeld der Bronzezeit, ein Gräberfeld der Eisenzeit
8. Flur 1: eine Siedlung der Ur- und Frühgeschichte
9. Flur 1: eine Siedlung der Eisenzeit, eine Siedlung der römischen Kaiserzeit
10. Flur 1: eine Siedlung der Eisenzeit, eine Siedlung der römischen Kaiserzeit
11. Flur 1: eine Pechhütte des deutschen Mittelalters, eine Siedlung der Bronzezeit
12. Flur 2: eine Siedlung der Steinzeit
13. Flur 2: der Dorfkern aus dem Mittelalter und der Neuzeit
14. Flur 2: eine Siedlung der Urgeschichte
15. Flur 4: ein Rast- und Werkplatz des Mesolithikums, eine Siedlung der Bronzezeit

## Belege

## Anmerkung
1. ↑  Die Nennung eines Luderstorph 1357 ist nicht sicher auf diesen Ort zu beziehen.